# Лу Андреас-Саломе
Лу Андреас-Саломе, Лу Саломе, Лу фон Саломе, Луїза Густавівна Саломе (нім. Lou Andreas-Salomé; 12 лютого 1861 — 5 лютого 1937) — німецькомовна письменниця німецько-російського походження, філософ, психотерапевт-психоаналітик, культурна діячка кінця XIX — початку XX століття. Лишила значний слід у житті й творчості Ніцше, Фройда й Рільке. Відзначена на Поверху спадщини Джуді Чикаго.

## Біографія

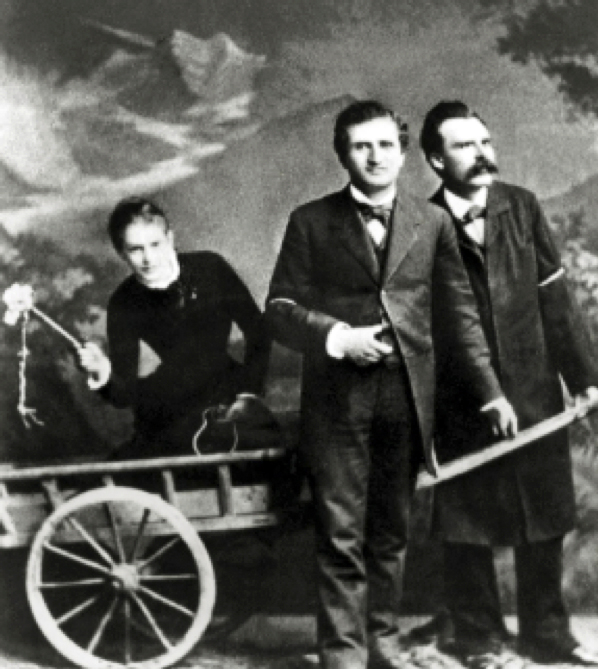
«Диявольська трійця»: Лу Саломе, Пауль Ре, Фрідріх Ніцше

Народилася в Петербурзі в сім'ї російського генерала німецького походження. Здобула якісну домашню освіту. В молодості виїхала вчитися в Європу. У 1882 в Римі познайомилася з Фрідріхом Ніцше і стала його близькою подругою. Неодноразово відхиляла його пропозиції одружитись. На її вірші Ніцше написав музичну композицію «Гімн життю». Опублікувала в Росії перші статті про філософію Ніцше і трохи пізніше видала монографію про його творчість. 1887 року одружилася з професором Фрідріхом Карлом Андреасом, фахівцем зі східних релігій. Публікувала праці в різних німецьких журналах. У 1897 познайомилася з австрійським поетом Райнером Марією Рільке (1875—1927). Зіграла важливу роль у його житті та духовному розвитку. Організувала дві поїздки Рільке в Росію (1899, 1900) і супроводжувала його. Згодом видала про Рільке книжку. В 1911 взяла участь в роботі Міжнародного психоаналітичного конгресу в Ваймарі. Впродовж 1912—1913 вивчала психоаналіз у Фройда в Відні, увійшла в коло його найближчих однодумців. Сприяла його особистим знайомствам з видатними діячами європейської науки та культури. Кілька років співпрацювала з австрійським психоаналітиком Віктором Тауском (1877—1919). Протягом майже 25 років практикувала психоаналіз у Гетінгені. Як наукова співробітниця і теоретик психоаналізу намагалась побороти фалоцентричні орієнтації класичного психоаналізу. Авторка книг: «Еротика» (Die Erotik, 1910), «Моя вдячність Фройду» (Mein Dank an Freud, 1934), статей про проблеми психоаналізу та інші.

## Твори
- Im Kampf um Gott (1885) — «Битва за Господа»
- Henrik Ibsens Frauengestalten (1892)
- Friedrich Nietzsche in seinen Werken (1894) — «Фрідріх Ніцше в дзеркалі його творчості»
- Ruth (1895) — повість «Рут»
- Aus fremder Seele (1896)
- Fenitschka. Eine Ausschweifung (1898) — повість «Фенічка: Відхилення»
- Menschenkinder (1899) — збірка оповідань «Діти людські»
- Im Zwischenland (1902)
- Ma (1904)
- Die Erotik (1910) — «Еротика»
- Rainer Maria Rilke (1928) — «Райнер Марія Рільке»
- Mein Dank an Freud (1931) — «Моя подяка Фройду»
- In der Schule bei Freud — Tagebuch eines Jahres — 1912/1913 (1958) — «У школі Фройда»
- Lebensrückblick — Grundriß einiger Lebenserinnerungen (1994) — «Моє життя»/«Прожите та пережите»
- Sigmund Freud — Lou Andreas-Salomé: Briefwechsel (1966). Листування Фройда та Саломе
- Rainer Maria Rilke — Lou Andreas Salomé: Briefwechsel (1952). Листування Рільке та Саломе
- «Als käm ich heim zu Vater und Schwester» Lou Andreas-Salomé — Anna Freud: Briefwechsel (2001). Листування Анни Фройд та Саломе
- Le diable et sa grand-mère (1922). Переклад та примітки Pascale Hummel (2005)
- L'heure sans Dieu et autres histoires pour enfants (1922). Переклад та примітки Pascale Hummel (2006)

## Також
- Жінки у психології
- Феміністична психологія